# معاملة المثليين في تونس
يواجه الأشخاص من المثليين والمثليات ومزدوجي التوجه الجنسي والعابرين والعابرات جندريا (اختصاراً: LGBT) في تونس تحديات قانونية واجتماعية لا يواجهها غيرهم من المغايرين جنسيا والمتوافقين جندريا. يعتبر النشاط الجنسي بين الرجال وبين النساء غير قانوني في تونس. يواجه الأشخاص من مجتمع المثليين وصمة عار بين السكان. كما أن المنازل التي يعيش فيها الشركاء المثليون غير مؤهلة للحصول على نفس الحماية القانونية المتاحة للأزواج المغايرين، مع وجود عدة تقارير تتحدث عن مستوى عالي من التمييز والانتهاكات ضد مجتمع المثليين.
وفقًا لتقرير وزارة الخارجية الأمريكية لعام 2018 حول حقوق الإنسان في تونس، «تستخدم السلطات أحيانًا [القانون المعادي للسدومية] لاحتجاز واستجواب الأشخاص بشأن أنشطتهم الجنسية وتوجهاتهم، حسب التقارير أحيانًا بناءً على المظهر وحده.»
يواجه مجتمع المثليين التونسي تمييزًا قانونيًا واجتماعيًا. تقارير الرفض الأسري والعنف في الأماكن العامة والعنف داخل العائلات والانتحار شائعة جدًا.

## تاريخ

### التاريخ المبكر
منذ نهاية القرن الثامن عشر وحتى بداية القرن التاسع عشر، شغل الرجال المثليون أدوارًا اجتماعية في تونس مماثلة لتلك الموجودة في أجزاء أخرى من العالم الإسلامي رغم الوصم المستمر. كانوا بمثابة وسطاء بين أماكن الذكور والإناث خلال احتفالات الزفاف، ودعوا في بيوت الرجال في حضور زوجاتهم، ويمكن أن يدخلوا في مساحات خاصة محفوظة للنساء في وضع مماثل للمكفوفين.

### حكم زين العابدين بن علي
في عام 2008، كانت الحكومة التونسية أحد مقدمي مشروع القرار المعارض لقرار الجمعية العامة للأمم المتحدة لعام 2008 وإعلانها الذي يدعو إلى إلغاء تجريم النشاط الجنسي المثلي في جميع أنحاء العالم.
خلال حكم زين العابدين بن علي، قام النظام بتصفية معلومات المثليين والمثليات وصفحات المواعدة.

### فترة ما بعد الربيع العربي
بعد الثورة التونسية وانتخابات المجلس الوطني التأسيسي التونسي 2011، صرح سمير ديلو وزير حقوق الإنسان آنذاك، على شاشات التلفزيون الوطني أن المثلية الجنسية ليست قضية حقوق إنسان، ولكنها حالة تحتاج إلى علاج طبي. أدانت منظمة العفو الدولية هذا البيان. في يونيو 2012، رفضت الحكومة توصية مجلس حقوق الإنسان التابع للأمم المتحدة القاضي بإلغاء تجريم النشاط الجنسي المثلي، قائلة أنه مفهوم غربي يتعارض مع الإسلام والثقافة والتقاليد التونسية. قال النقاد أن القانون المعادي للمثلية الجنسية صدر في تونس الفرنسية، رغم أن فرنسا نفسها لم يكن لديها مثل هذه القوانين في ذلك الوقت.

## قانونية النشاط الجنسي المثلي
تقضي المادة 230 من «قانون العقوبات 1913» (المعدل إلى حد كبير في عام 1964) بالسجن لمدة تصل إلى ثلاث سنوات بسبب أعمال «اللواط» الخاصة بين البالغين المتوافقين.
لا تعد شهوة الملابس المغايرة غير قانونية صراحة، على الرغم من أن الأشخاص العابرين والعابرات جندريا إلى جانب المثليين، غالباً ما يتهمون بانتهاك المادة 226 من قانون العقوبات الوطني الذي يحظر «الاعتداء على الآداب العامة».
في 7 ديسمبر/كانون الأول 2016، قُبض على رجلين تونسيين للاشتباه في قيامهما بنشاط جنسي مثلي في سوسة، «تم فحصهما شرجيا» وأجبرا على توقيع اعترافات بارتكاب «السدومية». في 11 مارس 2017، بينما كانا في كفالة، حكم عليهما بالسجن لمدة 8 أشهر.
ذكرت جمعية شمس المحلية للمثليين أنه منذ قيام الثورة التونسية في عام 2011، تم سجن عدد متزايد من الرجال المثليين: 127 في 2018، على عكس 79 في عام 2017، و 56 في عام 2016. حتى أبريل 2019، تم اعتقال 22 شخصًا على الأقل في عام 2019.

### الفحوص الشرجية القسرية
تستخدم الحكومة التونسية الفحوص الشرجية القسرية لتحديد ما إذا كان الأفراد قد ارتكبوا السدومية. وقد تم انتقاد هذه الممارسة من قبل جماعات حقوق الإنسان والأطباء. إذا رفض الفرد المتهم بالمثلية الجنسية أن يتم «فحصه شرجيا»، فإن السلطات ستعتبر هذا الرفض دليلاً على ذنبه. في يونيو/حزيران 2017، حُكم على مراهق يبلغ من العمر 16 عامًا بالسجن لمدة 4 أشهر بتهمة المثلية الجنسية بعد رفضه «الفحص الشرجي».
في سبتمبر 2017، وافق الوزير المهدي بن غربية على وقف الفحوص الشرجية القسرية كدليل على المثلية الجنسية. أخبر بن غربية وكالة فرانس برس أنه لا يزال بإمكان السلطات إجراء اختبارات الشرج على الرجال المشتبه في كونهم مثليين، لكن «هذه الاختبارات لم تعد مفروضة بالقوة الجسدية أو المعنوية، أو بدون موافقة الشخص المعني». بالإضافة إلى ذلك، قال إن تونس «ملتزمة بحماية الأقليات الجنسية من أي شكل من أشكال الوصم والتمييز والعنف»، مضيفًا أن «المجتمع المدني يجب أن يكون مستعدًا أولاً» لمثل هذا التغيير في بلد مسلم. لكن في عام 2019، أكدت تقارير حقوق الإنسان وجمعيات المثليين أن المحاكم لا زالت تأمر بالاختبارات الشرجية لتحديد ما إذا كان المشتبه فيه مثليًا أم لا خلال عامي 2018 و 2019.

### جهود إلغاء التجريم
دعت جمعية شمس، وهي مجموعة المثليين في تونس، منذ وقت طويل إلى إلغاء المادة 230. كما أن العديد من المنظمات المدنية، مثل الجمعية التونسية للنساء الديمقراطيات، تسعى إلى إلغائها.
في يونيو 2012، رفض وزير حقوق الإنسان سمير ديلو توصية لجنة حقوق الإنسان التابعة للأمم المتحدة لتونس بإلغاء تجريم المثلية الجنسية، موضحًا أن مفهوم «التوجه الجنسي محدد للغرب» ومتجاهل في القانون التونسي، الذي «يصف بوضوح تونس كدولة عربية إسلامية». رداً على ذلك، قال أمان الله دي سوندي، أستاذ الدراسات الإسلامية بجامعة ميامي، «يبدو أن الوزير ينص على أن المادة 230 تتعلق بالدفاع عن الإسلام، لكنه قانون استعماري فرنسي فرض على تونس في عام 1913 ولا علاقة له بالإسلام أو بالتقاليد العربية التونسية».
في عام 2014، تم إطلاق حملة على فيسبوك لإلغاء القوانين الجنائية المستخدمة ضد المثليين في تونس. عبر ممثل عن هذه الحملة عن اهتمامه بإنشاء مجموعة مسجلة في تونس للقيام بهذه الإصلاحات القانونية. طلبت عدة منظمات غير حكومية في تونس، بما في ذلك الجمعية التونسية للنساء الديمقراطيات، من الحكومة إلغاء القانون الجنائي المجرّم للمثلية الجنسية.
في أكتوبر 2015، دعى وزير العدل التونسي محمد صالح بن عيسى إلى إلغاء الفصل 230 من المجلة الجزائية ولكن بسرعة تناقض هذا مع ما قاله رئيس الجمهورية الباجي قائد السبسي مؤكدا على ان «هذا لن يحدث».
نشرت المنظمة غير الحكومية الدولية هيومن رايتس ووتش تقريراً في مارس/آذار 2016 حثت فيه الحكومة التونسية على عدم تجريم النشاط المثلي بالتراضي، وأشارت إلى أن التمييز المستمر ضد المثليين من الرجال والرجال الذين يُعتقد أنهم مثليون يتعرضون لانتهاكات جسيمة لحقوق الإنسان «بما في ذلك الضرب، والفحوص الشرجية القسرية، والعلاج المهين الروتيني». تم إبلاغ جزء كبير من التقرير بمعاملة «القيروان يين الستة»، وهم ستة طلاب في القيروان تم احتجازهم ومعاقبتهم بموجب المادة 230.
في 15 يونيو 2018، أوصت لجنة الحريات الفردية والمساواة (COLIBE)، وهي لجنة رئاسية مؤلفة من مشرعين وأساتذة ومدافعين عن حقوق الإنسان، الرئيس الباجي قائد السبسي بإلغاء تجريم المثلية الجنسية في تونس. وقالت النائبة بشرى بلحاج حميدة لشبكة أن بي سي نيوز أن توصية اللجنة بشأن المثلية الجنسية «هي الإلغاء التام للمادة 230». اقترحت اللجنة الخيار الثاني، وهو تخفيض العقوبة إلى غرامة قدرها 500 دينار (حوالي 200 دولار أمريكي) وعدم المخاطرة بالسجن. كتبت اللجنة في تقريرها: «إن الدولة والمجتمع لا علاقة لهما بالحياة الجنسية بين البالغين... فالتوجهات الجنسية وخيارات الأفراد ضرورية للحياة الخاصة.»
يواجه اقتراح اللجنة معارضة قوية من المحافظين المتدينين، الذين يزعمون أنه «سوف يقضي على الهوية التونسية» وشبهه ب«الإرهاب الفكري».

## الاعتراف القانوني بالعلاقات المثلية
يُعرّف القانون المدني الزواج بأنه اتحاد بين رجل وامرأة في تونس. يعتبر زواج المثليين، أو الاتحاد المدني، غير قانونيين.

## الهوية الجندرية والتعبير عنها
لا يوجد اعتراف قانوني للأشخاص المتحولين جنسيا. في 22 كانون الأول/ديسمبر 1993، رفضت محكمة الاستئناف في تونس طلباً من امرأة متحولة لتغيير جنسها القانوني (القانون المدني) من ذكر إلى أنثى. أعلن الحكم الصادر عن المحكمة أن تغيير جنسها هو «عملية طوعية ومصطنعة» لا تبرر تغيير الوضع القانوني.

## المجتمع المدني وثقافة المثليين
في عام 2014، تم تأسيس جمعية شمس كأول منظمة لحقوق المثليين في تونس. في 18 مايو 2015، تلقت جمعية شمس اعترافًا رسميًا من الحكومة كمنظمة. في 10 ديسمبر 2015، وهو يوم حقوق الإنسان، انضمت جمعية شمس إلى جماعات نشطاء محلية للاحتجاج على التمييز المستمر ضد مجتمع المثليين في تونس. تحتوي صفحة فيسبوك تقوم بحملات من أجل حقوق المثليين في تونس على عدة آلاف من «الإعجابات».
في مايو 2016، نظمت عدة جمعيات للمثليين حفل استقبال فخر صغير وسري في تونس. كما تنظم الجمعيات سنويا فعاليات ومظاهرات عامة للاحتفال باليوم العالمي لمناهضة رهاب المثلية ورهاب التحول الجنسي ورهاب ازدواجية التوجه الجنسي في مايو.
بدأت محطة إذاعية عبر الإنترنت تلبي احتياجات مجتمع المثليين البث في ديسمبر 2017، ويُعتقد أنها الأولى من نوعها في العالم الناطق باللغة العربية.

### الإعلام
في مارس 2011، تم إطلاق أول مجلة إلكترونية على الإنترنت لمجتمع المثليين في البلاد، «مجلة غايداي» (بالإنجليزية: Gayday Magazine)‏، والتي نشرت القصص والمقابلات ذات الصلة بمجتمع المثليين في البلاد، وألفت منشورات باللغة الإنجليزية والفرنسية. في عام 2012، تم قرصنتها، حيث استولى قراصنة إلكترونيون معادون للمثليين على حسابات البريد الإلكتروني وتويتر وفيسبوك. وقعت هذه الهجمات في ذروة حملة دولية تعد المجلة جزءًا منها، لرفع مستوى الوعي حول مذبحة إيمو والمثليين في العراق.
فادي كروج هو رئيس تحرير ومؤسس مجلة غايداي. وفي تعليقه على اليوم العالمي لمناهضة رهاب المثلية ورهاب التحول الجنسي ورهاب ازدواجية التوجه الجنسي في عام 2012، قال فادي: «بدأ مجتمع المثليين التونسيين في تونس في تعبئة قاعدة دعمهم وتكوينها بشكل متقن. وقد قوبلت ردود الفعل على النشاط عبر الإنترنت بشكل أساسي حتى الآن بمتطرفين معادين للمثليين. صرح وزير حقوق الإنسان السابق، سمير ديلو، الذي يصف المثلية الجنسية بأنها مرض عقلي يتطلب العلاج والعزلة، ووصف القيم والتقاليد الاجتماعية بأنها خطوط حمراء لا يجب تجاوزها».

### الثقافة السينمائية
يتناول عدد من الأفلام التونسية الحب المثلي:
ريح السد (1986) (بالإنجليزية: Man of Ashes)‏ وبدوين هاكر (2003) (بالإنجليزية: Bedwin Hacker)‏ وخشخاش (2005) (بالفرنسية: Fleur d'oubli)‏ والخيط (2010) (بالإنجليزية: The String)‏ وحكايات تونسية (2011) (بالفرنسية: Histoires tunisiennes)‏.
في يناير 2018، عقد مهرجان موجودين للأفلام الكويرية بنجاح والذي تنظمه جمعية موجودين بتونس بصفة سنوية منذ 2018. كان هذا أول مهرجان سينمائي يحتفل بمجتمع المثليين في تونس وكل شمال إفريقيا. عقدت النسخة الثانية من المهرجان بين 22-25 مارس 2019، في وسط مدينة تونس.

### دعارة الرجال
تحدث دعارة الرجال في المنتجعات السياحية التونسية. في عام 2013، حكم على روني دي سميت، وهو سائح بلجيكي، بالسجن لمدة ثلاث سنوات لمحاولته إغواء مثلي فيما يعتقد أنه عملية ملفقة من قبل الشرطة المحلية لابتزاز الأموال. أفرج عن دي سميت بعد ثلاثة أشهر.

## الرأي العام
هل يجب تقنين زواج المثليين؟ (2014)
يعتبر الرأي العام بشأن حقوق المثليين معقدا. أظهر إستطلاع أجراه مركز بيو للدراسات سنة 2013، أن 94 في المئة من التونسيين يعتقدون أنه «ينبغي رفض المثلية الجنسية»، على عكس 2% ممن يظنون أنه «ينبغي قبول المثليّة الجنسية». لكن مؤخرًا هناك زيادة في تقبل مجتمع المثليين بالمجتمع التونسي.
وفقًا لاستطلاع أجرته المؤسسة الدولية للمثليين والمثليات ومزدوجي التوجه الجنسي والمتحولين جنسيا وثنائيي الجنس عام 2014، فإن 18% من التونسيين يؤيدون تشريع زواج المثليين، في مقابل معارضة 61% منهم.
خلال مقابلة تليفزيونية في فبراير 2012، صرح وزير حقوق الإنسان سمير ديلو أن «حرية التعبير لها حدود»، والمثلية الجنسية هي «تحريف»، ويجب أن يعامل المثليون جنسياً «طبياً». تم إدانة تعليقاته من قبل البعض في المجتمع التونسي الذي نشر صورًا مؤيدة للمثليين ومزدوجي الميل الجنسي ومغايري الهوية الجنسانية على مواقع التواصل الاجتماعي.
أظهر استطلاع للرأي قامت به ELKA للاستشارات في عام 2016 أن 64.5% من التونسيين يعتقدون «أنه يجب معاقبة المثليين»، في مقابل ذلك أفاد 10.9% بأنه «لا يجب معاقبة المثليين».

## ملخص
| قانونية النشاط الجنسي المثلي                                                                  | (العقوبة: السجن لمدة 3 سنوات؛ إلغاء التجريم مقترح) |
| المساواة في السن القانوني للنشاط الجنسي                                                       | No                                                 |
| قوانين مكافحة التمييز في التوظيف                                                              | No                                                 |
| قوانين مكافحة التمييز في توفير السلع والخدمات                                                 | No                                                 |
| قوانين مكافحة التمييز في جميع المجالات الأخرى (تتضمن التمييز غير المباشر، خطاب الكراهية)      | No                                                 |
| قوانين مكافحة أشكال التمييز المعنية بالهوية الجندرية                                          | No                                                 |
| زواج المثليين                                                                                 | No                                                 |
| الاعتراف القانوني بالعلاقات المثلية                                                           | No                                                 |
| تبني أحد الشريكين للطفل البيولوجي للشريك الآخر                                                | No                                                 |
| التبني المشترك للأزواج المثليين                                                               | No                                                 |
| يسمح للمثليين والمثليات ومزدوجي التوجه الجنسي والمتحولين جنسيا بالخدمة علناً في القوات المسلحة | No                                                 |
| الحق بتغيير الجنس القانوني                                                                    | No                                                 |
| علاج التحويل محظور على القاصرين                                                               | No                                                 |
| الحصول على أطفال أنابيب للمثليات                                                              | No                                                 |
| الأمومة التلقائية للطفل بعد الولادة                                                           | No                                                 |
| تأجير الأرحام التجاري للأزواج المثليين من الذكور                                              | (غير قانوني للأزواج المغايرين كذلك)                |
| السماح للرجال الذين مارسوا الجنس الشرجي التبرع بالدم                                          | No                                                 |